# Principio de no autoridad
Principio fundamental en ciencia, que afirma que «la importancia y relevancia de una determinada afirmación, teoría o trabajo científico es independiente de la importancia, relevancia o estatus de su autor».
Es un principio de precaución aunque de importancia capital. Al igual que otras estipulaciones, como por ejemplo, la Declaración Universal de los Derechos Humanos: no por el hecho de que una y otra vez sean vulnerados deja de ser imprescindible su formulación.